# Edifici Colon
L'Edifici Colon, també conegut com a Torre Marítima, és un gratacel situat a la cantonada de l'avinguda de les Drassanes amb el carrer del Portal de Santa Madrona, al Raval de Barcelona, inclòs a l'Inventari del Patrimoni Arquitectònic de Catalunya.

## Història i descripció
Projectat per l'arquitecte Josep Ribas i González, és un edifici d'oficines aïllat de 28 plantes i 110 m d'alçada. Té dos accessos en planta baixa, un per cada carrer de la cantonada. Tota aquesta planta té funció de vestíbul amb dues escales que comuniquen amb els dos pisos contigus i cinc ascensors d'accés als nivells superiors. Funcionalment organitza la seva alçada en tres cossos; base, torre i coronació. La base, de tres plantes ocupa tota la parcel·la on s'inclou un aparcament i espais grans que funcionen com sales de reunions i espais auxiliars. A sobre d'aquesta base s'alça el cos de la torre amb les plantes d'oficines i remata l'edifici un cos diferenciat de dues plantes que alberga espais d'oficina molt diàfans. L'estructura resistent que permet aquesta disposició i alçada és de formigó armat formada per una retícula de pilars i un nucli resistent d'estintolament.
El cos central està cobert amb un tancament format per vidre i panells de formigó texturats que amaga l'estructura atorgant-li una mena de pell. Aquestes façanes tenen superposat una subestructura de perfils metàl·lics amb funció estètica. La subestructura ajuda a expressar la torsió que fan les façanes convertint-se en superfícies paraboloïdals. Per la seva banda la base de l'edifici forma una pell cega estriada formada per panells de formigó encofrat in situ. Aquesta sensació de solidesa contrasta amb la planta baixa que disposa d'un tancament totalment de vidre. El cos superior de coronament té una façana dominada per la mateixa estructura dels dos forjats que fan d'ampit i la vistosa coberta que fa d'aleró sobrealçat. De planta hexagonal, té un fort protagonisme perquè és intencionadament divergent del cos principal sobre el que es recolza. Aquest efecte, juntament amb la deformació deliberada de les façanes dona a aquest edifici una estètica singular. La coberta presenta una forma convexa dissenyada per servir de cisterna d'acumulació d'aigua pluvial per al sistema antiincendis.
El garatge, integrat amb les primeres plantes de l'edifici, segueix el criteri de la base de l'edifici, una planta baixa força oberta i unes plantes superiors de façana cega.
En l'interiorisme del vestíbul dominen uns paraments de formigó in situ amb acabat rentat que formen part de la mateixa estructura portant. També són notables els elements mobles amb estètica futurista. Són especialment destacables les escales, on els mateixos graons fan de barana.
L'edifici és innovador en el panorama arquitectònic català pel tipus d'organització funcional i per l'estètica dels elements arquitectònics i dels materials. Té clares influències d'edificis en alçada de Mies van der Rohe com els apartaments Lake Shore Drive a Chicago, sobretot pel que fa a la subestructura metàl·lica. De totes maneres, aquest racionalisme està adaptat al context barceloní en reflectir l'ambient marítim de la zona on s'ubica. Menció especial mereix el paper que juga el seu perfil en al paisatge de la ciutat, lligat definitivament a la memòria col·lectiva com un símbol més de la zona portuària.